# Erigeron aurantiacus
Erigeron aurantiacus là một loài thực vật có hoa trong họ Cúc. Loài này được Regel mô tả khoa học đầu tiên năm 1879.